# Дубравка (Самарівський район)
Дубра́вка — село в Україні, у Магдалинівській селищній громаді Самарівського району Дніпропетровської області. Населення за переписом 2001 року становить 239 осіб.

## Географія
Село Дубравка розміщене за 2 км від лівого берега річки Чаплинка, на відстані 2 км від смт Магдалинівка і села Євдокіївка. По селу протікає пересихаючий струмок з загатою. Поруч проходить автомобільна дорога Т 0410.

## Історія
Дубравка виділена 18 лютого 1992 року поселення другого відділка дослідного господарства «Поливанівка» з села Поливанівка того ж району.

## Населення

### Мова
Розподіл населення за рідною мовою за даними перепису 2001 року:
| Мова       | Кількість | Відсоток |
| ---------- | --------- | -------- |
| українська | 221       | 92.47%   |
| російська  | 18        | 7.53%    |
| Усього     | 239       | 100%     |

## Економіка
- Державне підприємство «Поливанівка» (ІІ відділення)